# Parafia św. Wawrzyńca w Budzowie
Parafia św. Wawrzyńca w Budzowie znajduje się w dekanacie ząbkowickim południowym w diecezji świdnickiej. Była erygowana w XIII w. Jej proboszczem jest ks.  Stanisław Karawan. 